# Sogn og Fjordane
Sogn og Fjordane (în română Sogn și Fjordane) este o fostă provincie (fylke) din Norvegia inclusă în provincia Vestland, care împreună cu provinciile Møre og Romsdal și Rogaland fac parte din regiunea Vestlandet.

La 1 ianuarie 2020, Sogn og Fjordane (excluzând municipalitatea Hornindal) a fuzionat cu Hordaland pentru a forma noua provincie Vestland. Baza fuziunii a fost o rezoluție a Stortingului din 8 iunie 2017, care prevedea o reducere la unsprezece fylke, ca parte a unei reforme regionale.